# 火燒山
火燒山，位於台灣台東縣綠島鄉南寮村，峰頂海拔280公尺，原為2003年版台灣小百岳之一，但已於2006年被除名。該山峰立有一等三角點，為綠島最高峰。三角點位於軍事管制區內，一般人無法造訪。